# 坂口理子
坂口 理子（さかぐち りこ、1972年（昭和47年）5月16日 - ）は、日本の脚本家。BSテレビ東京番組審議会委員。
神奈川県横浜市出身、早稲田大学第一文学部演劇専修卒業。アクラに所属していた。演劇ユニットテトラクロマットメンバー。

## 来歴・人物
東京都立八王子東高等学校、早稲田大学第一文学部演劇専修卒業。NHKエンタープライズ勤務を経て2000年に退社、シナリオ・センター東京本校にて脚本を学び、フリーの脚本家としてテレビドラマ、映画、舞台などの脚本を担当する。
2006年、『よいお年を』でテレビ朝日21世紀新人シナリオ大賞優秀賞を受賞。また『おシャシャのシャン!』で第31回創作テレビドラマ大賞（日本放送作家協会主催）最優秀賞を受賞し、NHK長野放送局の制作により田畑智子主演で2008年1月にドラマ化される。
2008年、『フロイデ!〜歓喜の歌でサヨナラを〜』で第2回WOWOWシナリオ大賞優秀賞。後に小説化し、リンダブックスより2012年11月24日に刊行する。
2010年、『風に聞け』で第36回城戸賞入選。
2012年、演劇ユニット『テトラクロマット』旗揚げに参加。脚本を担当している。
『おシャシャのシャン!』を見た高畑勲監督からのオファーにより、2013年、映画『かぐや姫の物語』の共同脚本を担当。ノベライズ版を角川文庫より刊行する。
2014年、NHK連続テレビ小説『マッサン』に脚本協力として参加、スピンオフドラマ『マッサン スピンオフ 前編「すみれの家出〜かわいい子には旅をさせよ〜」』の脚本を担当する。

## 作品

### テレビドラマ
- 警視庁捜査ファイル さくら署の女たち 第5話（2007年、テレビ朝日）
- おシャシャのシャン!（2008年、NHK）
- バンコックの微笑み（2010年、ABCテレビ）
- 最上の命医 第8話（2011年、テレビ東京）[注釈 2]
- 私が恋愛できない理由（2011年、フジテレビ）[注釈 3]
- ドラマW 向田邦子 イノセント 第4話「愛という字」（2012年、WOWOW）
- 東野圭吾ミステリーズ（2012年、フジテレビ）
  - 第1話「さよならコーチ」[注釈 4]
  - 第5話「甘いはずなのに」
- 結婚しない（2012年、フジテレビ）[注釈 3]
- 連続テレビ小説 マッサン（2014年、NHK）[注釈 2]
  - マッサン スピンオフ 前編「すみれの家出〜かわいい子には旅をさせよ〜」（2015年、NHK BSプレミアム）
- 赤と黒のゲキジョー おばさん弁護士 町田珠子（2015年、フジテレビ）
- 医師たちの恋愛事情（2015年、フジテレビ）
- ドラマ10 わたしをみつけて（2015年、NHK）[注釈 5]
- 福岡発地域ドラマ いとの森の家（2015年、NHK）[注釈 6]
- 連続テレビ小説 べっぴんさんスペシャルドラマ「恋する百貨店」（2017年、NHK BSプレミアム）
- 連続テレビ小説 べっぴんさん特別編「忘れられない忘れ物 〜ヨーソローの一日〜」（2017年、NHK BSプレミアム）
- 昔話法廷（NHK Eテレ）
  - 第7話「『ヘンゼルとグレーテル』裁判 」、第8話「『さるかに合戦』裁判 」（2017年）
  - 第9話「『ブレーメンの音楽隊』裁判 」、第10話「『赤ずきん』裁判 」（2018年）
- ドラマ10 女子的生活（2018年、NHK）
- スーパープレミアム 遙かなる山の呼び声（2018年、NHK BSプレミアム）[注釈 7]

### 映画
- リトル・マエストラ（2012年）
- かぐや姫の物語（2013年）※高畑勲との共同脚本
- メアリと魔女の花（2017年）※米林宏昌との共同脚本
- 恋は雨上がりのように（2018年）
- この道（2019年）
- フォルトゥナの瞳（2019年）
- チェリまほ THE MOVIE ～30歳まで童貞だと魔法使いになれるらしい～ （2022年）
- 僕が愛したすべての君へ（2022年）
- 君を愛したひとりの僕へ（2022年）
- 銀河鉄道の父（2023年）
- てっぺんの向こうにあなたがいる（2025年予定）

### 舞台
テトラクロマット公演
- 銀河廃線（2013年）
- 花の下にて（2014年）
- 風は垂てに吹く（2016年）

その他の公演
- 劇団たいしゅう小説家 presents THE LIGHT STAFF（2009年）
- たねびとの会「しあわせのタネ」（2014年 - ） - 脚本・作詞
- 劇団Nooooon!「THE LIGHT STAFF 2012」（2014年）
- 岸博之/劇団蝶能力共同プロデュース〜Live and Let die〜「ライトスタッフ」（2016年）
- 水色革命MARU25周年記念公演「オオカミは走る」（2016年）
- 岡山子ども未来応援プロジェクト「さよなら、ハロルド!」（2018年）
- ミュージカル「梨泰院クラス」（2025年）

## 書籍

### 小説
- フロイデ!〜歓喜の歌でサヨナラを〜（泰文堂、2012年11月24日、ISBN 978-4803003680）
- かぐや姫の物語（角川文庫、2013年10月25日、ISBN 978-4041010549）[注釈 8]
- 恋する富士山（リンダパブリッシャーズ、2014年7月26日、ISBN 978-4803005875）[注釈 9]